# Campionatul European de Atletism în sală din 2013
A 32-a ediție a Campionatului European de Atletism în sală s-a desfășurat între 28 februarie și 3 martie 2013 la Göteborg, Suedia. Au participat 543 de sportivi din 47 de țări.

## Sală
Probele au avut loc la Scandinavium din Göteborg. Acesta a fost inaugurat în anul 1971.

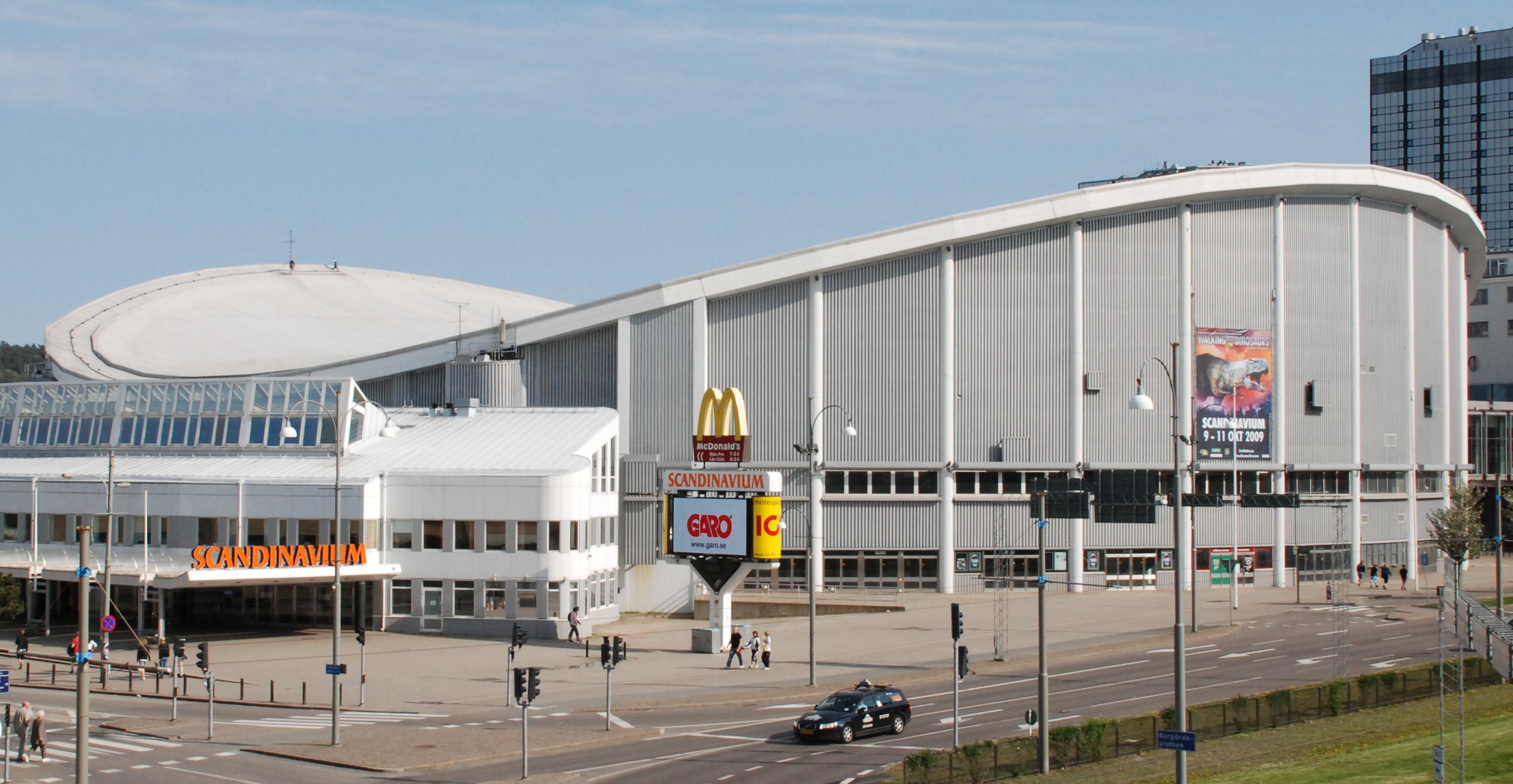
Scandinavium
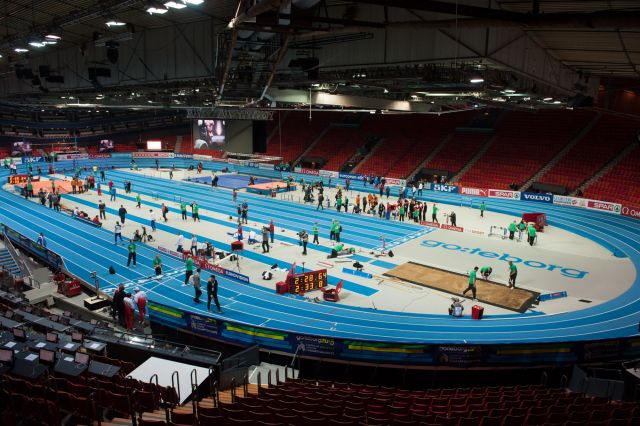

## Rezultate
RM - record mondial; RE - record european; RC - record al competiției; RN - record național; PB - cea mai bună performanță a carierei

### Masculin
| Event                | Aur                                                                     | Aur      | Argint                                                                     | Argint   | Bronz                                                     | Bronz      |
| 60 m                 | Jimmy Vicaut (FRA)                                                      | 6,48     | James Dasaolu (GBR)                                                        | 6,48     | Michael Tumi (ITA)                                        | 6,52       |
| 400 m                | Pavel Maslák (CZE)                                                      | 45,66 RN | Nigel Levine (GBR)                                                         | 46,21    | Pavel Trenihin (RUS)                                      | 46,70      |
| 800 m                | Adam Kszczot (POL)                                                      | 1:48,69  | Kevin López (ESP)                                                          | 1:49,31  | Mukhtar Mohammed (GBR)                                    | 1:49,60    |
| 1500 m               | Mahiedine Mekhissi-Benabbad (FRA)                                       | 3:37,17  | İlham Tanui Özbilen (TUR)                                                  | 3:37,22  | Simon Denissel (FRA)                                      | 3:37,70 PB |
| 3000 m               | Hayle Ibrahimov (AZE)                                                   | 7:49,74  | Juan Carlos Higuero (ESP)                                                  | 7:50,26  | Ciarán Ó Lionáird (IRL)                                   | 7:50,40 PB |
| 60 m garduri         | Serghei Șubenkov (RUS)                                                  | 7,49     | Paolo Dal Molin (ITA)                                                      | 7,51 RN  | Pascal Martinot-Lagarde (FRA)                             | 7,53 PB    |
| Ștafetă 4×400 m      | Regatul Unit Michael Bingham Richard Buck Nigel Levine Richard Strachan | 3:05,78  | Rusia Pavel Trenihin Iuri Trambovețki Konstantin Svecikar Vladimir Krasnov | 3:06,96  | Cehia Daniel Němeček Josef Prorok Petr Lichý Pavel Maslák | 3:07,64    |
| Săritura în înălțime | Serghei Mudrov (RUS)                                                    | 2,35 PB  | Aleksei Dmitrik (RUS)                                                      | 2,33     | Jaroslav Bába (CZE)                                       | 2,31       |
| Săritura cu prăjina  | Renaud Lavillenie (FRA)                                                 | 6,01     | Björn Otto (GER)                                                           | 5,76     | Malte Mohr (GER)                                          | 5,76       |
| Săritura în lungime  | Aleksandr Menkov (RUS)                                                  | 8,31     | Michel Tornéus (SWE)                                                       | 8,29 RN  | Christian Reif (GER)                                      | 8,07       |
| Triplusalt           | Daniele Greco (ITA)                                                     | 17,70    | Ruslan Samitov (RUS)                                                       | 17,30 PB | Aleksei Fiodorov (RUS)                                    | 17,12 PB   |
| Aruncarea greutății  | Asmir Kolašinac (SRB)                                                   | 20,62    | Hamza Alić (BIH)                                                           | 20,34 PB | Ladislav Prášil (CZE)                                     | 20,29      |
| Heptatlon            | Eelco Sintnicolaas (NED)                                                | 6372 RN  | Kevin Mayer (FRA)                                                          | 6297 PB  | Mihail Dudaš (SRB)                                        | 6099 RN    |

* Atletul a participat doar la calificări, dar a primit o medalie.

### Feminin
| Event                | Aur                                                                         | Aur           | Argint                                                                    | Argint   | Bronz                                                               | Bronz    |
| 60 m                 | Maria Riemien (UKR)                                                         | 7,10 PB       | Myriam Soumaré (FRA)                                                      | 7,11     | Ivet Lalova (BUL)                                                   | 7,12 PB  |
| 400 m                | Perri Shakes-Drayton (GBR)                                                  | 5,85          | Eilidh Child (GBR)                                                        | 51,45 PB | Moa Hjelmer (SWE)                                                   | 52,04 RN |
| 800 m                | Natalia Lupu (UKR)                                                          | 2:00,26       | Elena Kotulskaia (RUS)                                                    | 2:00,98  | Marâna Arzamasava (BLR)                                             | 2:01,21  |
| 1500 m               | Abeba Aregawi (SWE)                                                         | 4:04,47       | Isabel Macías (ESP)                                                       | 4:14,19  | Katarzyna Broniatowska (POL)                                        | 4:14,30  |
| 3000 m               | Sara Moreira (POR)                                                          | 8:58,50       | Corinna Harrer (GER)                                                      | 9:00,50  | Fionnuala Britton (IRL)                                             | 9:00,54  |
| 60 m garduri         | Alina Talai (BLR)                                                           | 7,94 PB       | Veronica Borsi (ITA)                                                      | 7,94 RN  | Derval O'Rourke (IRL)                                               | 7,95     |
| Ștafetă 4×400 m      | Regatul Unit Eilidh Child Shana Cox Christine Ohuruogu Perri Shakes-Drayton | 3:27,56 RC RN | Rusia Olga Tovarnova Tatiana Veșkurova Nadejda Kotlearova Ksenia Zadorina | 3:28,18  | Cehia Denisa Rosolová Jitka Bartonicková Lenka Masná Zuzana Hejnová | 3:28,49  |
| Săritura în înălțime | Ruth Beitia (ESP)                                                           | 1,99          | Ebba Jungmark (SWE)                                                       | 1,96 PB  | Emma Green Tregaro (SWE)                                            | 1,96     |
| Săritura cu prăjina  | Holly Bleasdale (GBR)                                                       | 4,67          | Anna Rogowska (POL)                                                       | 4,67     | Anjelika Sidorova (RUS)                                             | 4,62 PB  |
| Săritura în lungime  | Daria Klișina (RUS)                                                         | 7,01          | Éloyse Lesueur (FRA)                                                      | 6,90 RN  | Erica Jarder (SWE)                                                  | 6,71 PB  |
| Triplusalt           | Olha Saladuha (UKR)                                                         | 14,88 RN      | Irina Gumenyuk (RUS)                                                      | 14,30    | Simona La Mantia (ITA)                                              | 14,26    |
| Aruncarea greutății  | Christina Schwanitz (GER)                                                   | 19,25         | Alena Kopeț (BLR)                                                         | 18,85    | Chiara Rosa (ITA)                                                   | 18,37    |
| Pentatlon            | Antoinette Nana Djimou (FRA)                                                | 4666          | Iana Maksimava (BLR)                                                      | 4658 PB  | Hanna Melnâcenko (UKR)                                              | 4604     |

* Atleta a participat doar la calificări, dar a primit o medalie.

## Clasament pe medalii
| Loc   | Țară                  | Aur | Argint | Bronz | Total |
| ----- | --------------------- | --- | ------ | ----- | ----- |
| 1     | Rusia                 | 4   | 6      | 3     | 13    |
| 2     | Franța                | 4   | 3      | 2     | 9     |
| 3     | Regatul Unit          | 4   | 3      | 1     | 8     |
| 4     | Ucraina               | 3   | 0      | 1     | 4     |
| 5     | Spania                | 1   | 3      | 0     | 4     |
| 6     | Italia                | 1   | 2      | 3     | 6     |
| 6     | Suedia                | 1   | 2      | 3     | 6     |
|       | Germania              | 1   | 2      | 2     | 5     |
| 9     | Belarus               | 1   | 2      | 1     | 4     |
| 10    | Polonia               | 1   | 1      | 1     | 3     |
| 11    | Cehia                 | 1   | 0      | 4     | 5     |
| 12    | Serbia                | 1   | 0      | 1     | 2     |
| 13    | Azerbaidjan           | 1   | 0      | 0     | 1     |
| 13    | Țările de Jos         | 1   | 0      | 0     | 1     |
| 13    | Portugalia            | 1   | 0      | 0     | 1     |
| 16    | Bosnia și Herțegovina | 0   | 1      | 0     | 1     |
| 16    | Turcia                | 0   | 1      | 0     | 1     |
| 18    | Irlanda               | 0   | 0      | 3     | 3     |
| 19    | Bulgaria              | 0   | 0      | 1     | 1     |
| Total | Total                 | 26  | 26     | 26    | 78    |

## Participarea României la campionat

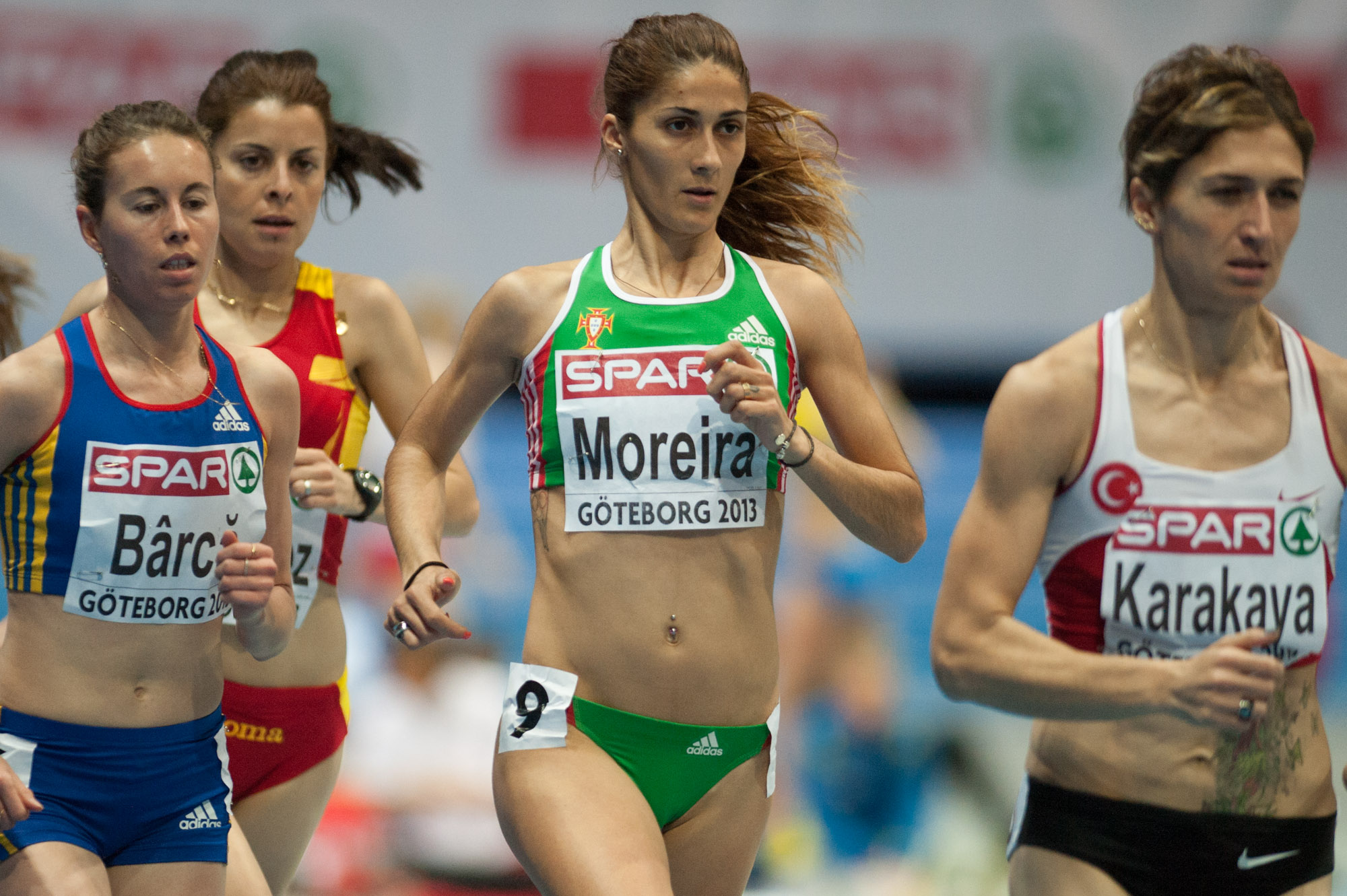
Roxana Bârcă (la stânga)

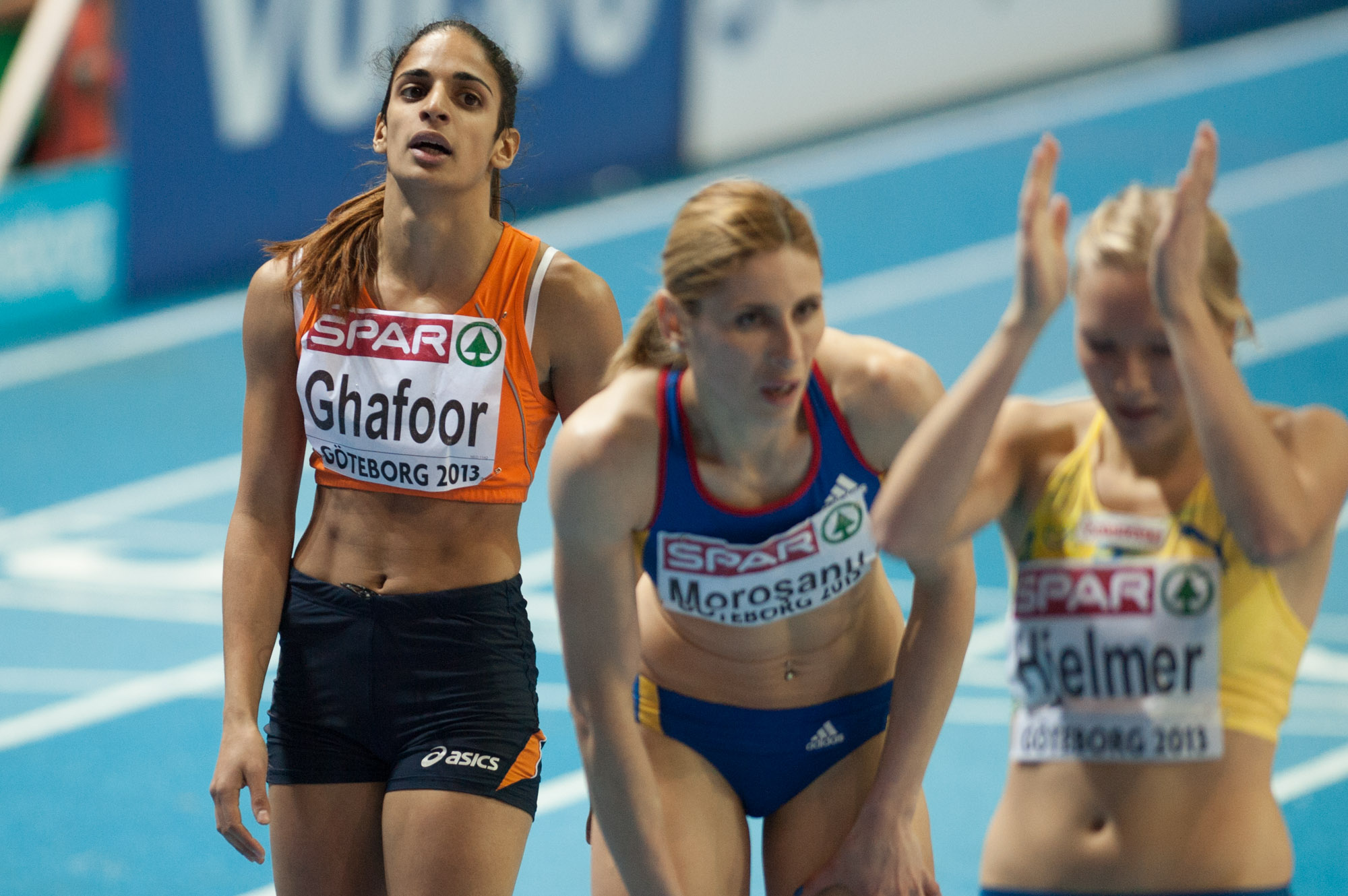
Angela Moroșanu (în mijloc)

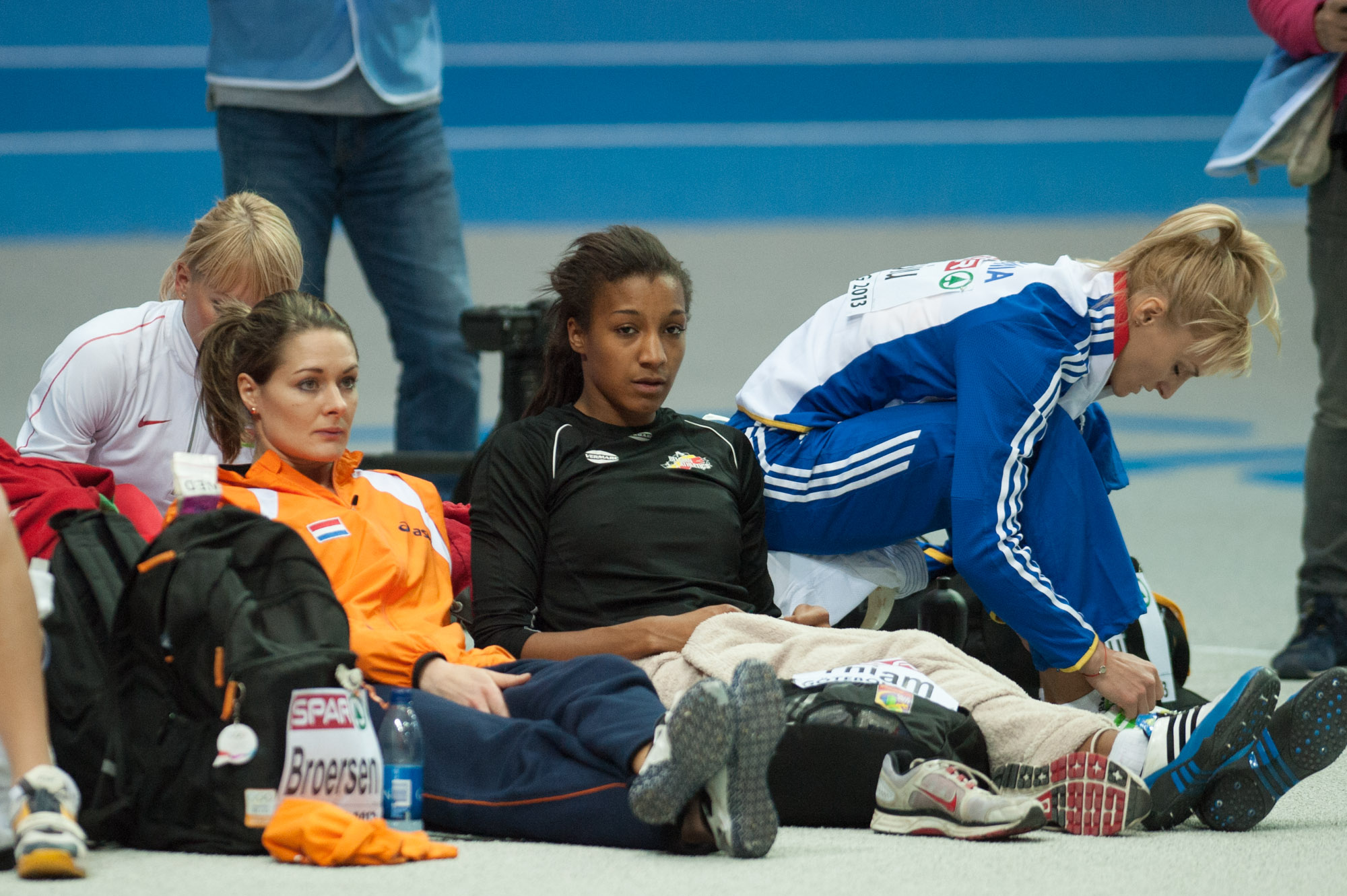
Beatrice Puiu (la dreapta)

18 atleți (12 la feminin și 6 la masculin) au reprezentat România.
- Anca Heltne – greutate - locul 5
- Cornelia Deiac – lungime - locul 7
- Cătălin Cîmpeanu – 60 m - locul 9
- Roxana Bârcă – 3000 m - locul 9
- Ancuța Bobocel – 3000 m - locul 11
- Alina Rotaru – lungime - locul 11
- Angela Moroșanu – 400 m - locul 11
- Ioan Zăizan – 1500 m - locul 13
- Beatrice Puiu – pentatlon - locul 13
- Mihai Donisan – înălțime - locul 15
- Daniela Stanciu – înălțime - locul 15
- Cristina Bujin – triplusalt - locul 15
- Alina Panainte – 400 m - locul 16
- Florentina Marincu – lungime - locul 17
- Esthera Petre – înălțime - locul 18
- Alexandru Tufă – înălțime - locul 24
- Valentin Toboc – lungime - locul 24
- Marian Oprea – triplusalt - NS

## Participarea Republicii Moldova la campionat
Un atlet a reprezentat Republica Moldova.
- Vladimir Letnicov – triplusalt - locul 11